# Ушће
Ушће је место на коме се једна или више река улива у неку другу – већу реку, језеро, море или океан. Може бити нормално или једноставно, тј. када река мање или више сачува ширину свог корита на месту уливања. Такође постоји и посебни облици ушћа, а то су делте и и естуари. Делте су проширена, а естуари потопљена речна ушћа. Изразито делтасто ушће имају Нил, Ганг, Брамапутра, Дунав, Мисисипи и Волга, док се естуарско ушће запажа код Темзе, Лоаре и Јангцекјанга.